# Осма топка
8-а топка е билярдна игра, която се играе с бяла топка-бияч и 15 топки-мишени, номерирани от 1 до 15 и оцветени както следва:
- 1 и 9 – жълти
- 2 и 10 – сини
- 3 и 11 – червени
- 4 и 12 – лилави
- 5 и 13 – оранжеви
- 6 и 14 – зелени
- 7 и 15 – кафяви
- 8 – черна

Единият играч трябва да вкара в джобовете топките от групата с номера от 1 до 7 (които са по-плътно оцветени и се наричат малки), а другият трябва да вкара топките с номера от 9 до 15 (които са частично оцветени и се наричат големи). Играта се печели от играча, който първо вкара своята група топки и след това правилно вкара топката с номер 8.

## Правила
В различните страни, където се играе Осма топка, са се оформили местни правила за провеждане на играта. Не съществува стандартна версия на правилата на играта, която да се прилага по цял свят. Все пак са създадени общи правила, които се използват на професионалните и на някои от аматьорските състезания по осма топка.
Разликата в правилата се получава главно от следните възможности, които могат да се комбинират по всякакъв начин:
1. Определяна на група топки, по които състезателят трябва да играе:
```
– След вкарване на първата топка на масата след разбиване.
Ако са вкарани два различни вида, разбиващият състезател избира.
– След вкарване на топка след първия удар. Ако разбиващият състезател вкара цветна топка,
той остава на масата и определя своите топки след вкарването на следващата топка. Ако
след разбиването първият състезател не вкара нищо, играта продължава с втория играч, безда е избрана топка, групата се избира от удара на втория. Но ако разбиващият не вкара нищо след втория си удар, то изборът остава в ръцете на втория играч.
```

2. Определяне на фаул
```
– Във всички игри вкарването на бялата води до фаул и следователно състезателят може да премести бялата топка за удар по негово желание
– Във всички игри фаул е и ако първото докосване на бялата с друга топка след удар не е по
собствените
– В различните версии може да се счита за фаул и ако се вкара чужда топка при позволен удар
```

```
– За фаул е възможно да се определи и удар, при който нито една топка не е докоснала спонда при положение, че няма вкарана топка. Това усложнява играта тип „сейф“, когато играчът търси такова пласиране на бялата спрямо другите топки, че следващият играч да се затрудни.
```

```
– В едни от най-трудните версии, след фаул вкараните собствени топки се изваждат от джобовете и се връщат на позицията си преди удара.
```

3. Вкарване на черна топка
```
– Във всички версии правилното вкарване е след вкарването на всички собствени топки
– Разликата е главно в определяне на джоба
– Вкарване в случаен – без значение
– Вкарване в обявен джоб – джобът се обявява преди всеки удар по черната
– Вкарване в противоположен – задължително е да се вкара черната в противоположния джоб на този, където е влязла последната топка на състезателя. Ако и двамата състезатели завършат сериите си в един и същи джоб, то вторият, който вкара последната си топка, ще трябва да вкара черната в същия джоб. Не може да се стремят към един и същи джоб.
– При някои версии е задължително първият удар по черната да е съпроводен
от отражение по спонда на бялата. Това отпада, когато ударът бъде изпълнен правилно и следващите удари са свободни от такова правило
```

```
– При всяка игра вкарването на черната в грешен джоб води до загуба
– Вкарването на бялата след вкарването на черната води до загуба
– Изскачането на черната от масата води до загуба
```

4. Разбиване
```
– След неправилно разбиране вторият състезател може да реши дали да продължи да играе от създадената ситуация или да накара разбиващия играч да повтори след нареждането на топките отново
```

```
– За неправилен удар може да се счете – вкарването на бялата или удар при който поне 4 топки не се отделят и не ударят спонда при положение, че няма вкарана цветна такава.
```

5. Вкарване на цветна топка
```
– В някои версии се налага да се обявява коя топка и кой джоб ще влезе и ударът се счита за фаул
```

```
– В по-популярните версии няма значение коя топка къде и кога ще влезе
```